# Christian David
Christian David, född 17 februari 1692, död 3 februari 1751, var en herrnhutisk missionär.
David var med bland de märiska flyktingar, som grundade Herrnhut. Han är även ihågkommen som ett namn inom Brödraförsamlingens grönländska mission, som han tillsammans med Christian Stach och Matthäus Stach påbörjade 1733, men där han själv endast verkade två år.